# Claire Austin
Claire Austin (* 21. November 1918 in Yakima (Washington) als Augusta Marie Johnson; † 17. Juni 1994) war eine amerikanische Blues- und Jazzsängerin. Sie hatte nicht nur die Fähigkeit, im Stil der frühen Bluessängerinnen vorzutragen, sondern konnte auch Swingstandards authentisch interpretieren.

## Leben und Leistungen
Austin trat nach ihrer Highschoolausbildung ab 1936 als Sängerin in Nachtclubs im amerikanischen Nordwesten auf. In den 1940er Jahren tourte sie auch mit der Band ihres Ehemanns, des Schlagzeugers Chuck Austin. Um die drei gemeinsamen Kinder aufzuziehen, machte sie dann eine Pause und arbeitete als Buchhalterin in West Sacramento. Ab 1951 war sie gelegentlich wieder aktiv und trat gemeinsam mit Turk Murphy auf. 1954 spielte sie ein Album mit Kid Ory ein. Weitere Alben von Austin unter eigenem Namen folgten. Sie blieb bis in die 1970er Jahre aktiv. Tom Lord zufolge war sie an neun Aufnahmesitzungen zwischen 1952 und 1975 beteiligt.